# Sur SC
Der Sur Sports Club (arabisch نادي صور الرياضي, DMG Nādī Ṣūr ar-riyāḍī) ist ein omanischer Sportklub mit Sitz in der Stadt Sur innerhalb des Gouvernements Dschanub asch-Scharqiyya. Der Verein ist insbesondere wegen seiner Fußball-Mannschaft bekannt, hat aber auch Abteilungen für Hockey, Volleyball, Handball, Basketball, Badminton und Squash.

## Geschichte
Gegründet wurde der Klub offiziell am 3. Oktober 1972. Seine Ursprünge liegen jedoch in Kuwait, wo er bereits seit 1962 unter dem Namen al-Itihad auftrat, dann in den Oman wechselte und den heutigen Namen annahm.
1973 gewann die Fußball-Mannschaft erstmals den Oman Cup. Schon in den Anfangsjahren der Oman Professional League, war die Mannschaft Teil des Wettbewerbs. Nach einem weiteren Gewinn des Pokals wurde man in der Saison 1994/95 erstmals Meister. In der Folgesaison gewann das Team erneut die Meisterschaft. 1996/97 wurde man Vizemeister und nahm erstmals in der Saison 1997/98 am Vorläufer der AFC Champions League teil, der Asian Club Championship. Dort unterlag man in der ersten Runde dem al-Zawraa SC aus dem Irak mit 0:9 nach Hin- und Rückspiel.
In den Folgejahren wurde man einmal Zweiter und war danach immer schlechter platziert, bis man in der Saison 1999/2000 beinahe abstieg. Nach der Vizemeisterschaft in der Saison 2001/02, rettete man sich in der Folgesaison erneut knapp vor dem Abstieg. Nach einer wieder besseren Phase gewann man 2007 den Pokal. Damit nahm man erstmals am AFC Cup der Saison 2008 teil. In der Gruppenphase wurde man mit vier Punkten Letzter.
Mit 21 Punkte stieg man als Vorletzter der Spielzeit 2008/09 aus der ersten Liga ab. Zur Saison 2011/12 gelang die Rückkehr in die erste Spielklasse. In den folgenden Jahren setzte man sich im unteren Mittelfeld fest. Die Saison 2014/15 verlief erfolgreicher, wonach man jedoch mit 21 Punkten wieder auf dem vorletzten Platz den Abstieg nicht abwenden konnte. 2017/18 platzierte man sich in der zweiten Phase der First-Division-Spielzeit mit 19 Punkten auf dem zweiten Platz und kehrte in die erste Liga zurück und stieg in der Folgesaison 2018/19 mit 20 Punkten direkt wieder ab. Man  gewann parallel dazu den Oman Cup. Damit durfte man als Zweitligist am AFC Cup 2020 teilnehmen. In der Play-off-Runde verlor die Mannschaft das Hinspiel mit 0:2 gegen den palästinensischen Hilal al-Quds Club. Nach einem 0:0 im Rückspiel schied man aus dem internationalen Turnier aus.
Die Saison 2020/21 wurde vor einem Spiel um den dritten Aufsteiger aufgrund der COVID-19-Pandemie abgebrochen. Somit spielt der Klub aktuell in der zweitklassigen First Division.

## Erfolge
- Oman Professional League:  1994/95, 1995/96
- Oman Cup: 1973, 1992, 2007, 2019
- Oman First Division League: 2010/11

## Stadion
Seine Heimspiele trägt der Verein im Sur Sports Complex in Sur aus. Das 1996 eröffnete Stadion hat ein Fassungsvermögen von 8000 Personen.